# جوناثان بيكسباي
جوناثان بيكسباي (بالإنجليزية: Jonathan Bixby)‏ هو مصمم أزياء تقليدية أمريكي، ولد في 21 يونيو 1959، وتوفي في 29 أبريل 2001 في نيويورك في الولايات المتحدة.

## وصلات خارجية
- جوناثان بيكسباي على موقع IMDb (الإنجليزية)
- جوناثان بيكسباي على موقع قاعدة بيانات برودواي على الإنترنت (الإنجليزية)